# Czynności rozpoznawcze
Czynności rozpoznacze (czynności kognicyjne) – rodzaj czynności procesowych. Zmierzają do zbadania i rozstrzygnięcia określonej kwestii w procesie.